# يوخيبذ فاينفلد
يوخيبذ فاينفلد (بالعبرية: יוכבד וינפלד‏) (و. 1947  م) هي فنانة، ورسامة، ومعلمة إسرائيلية.